# Librazhd
Librazhd est une municipalité et une commune d'Albanie. La municipalité compte en 2011 31 892 habitants, alors que la commune en compte 6 937 à la même date. Cette municipalité a été créée en 2015 par la fusion des anciennes municipalités de Hotolisht (en), Librazhd, Lunik (en), Orenjë (en), Polis (en), Qendër Librazhd (en) et Stëblevë (en).
La grotte Shpella Sterqoka s'ouvre sur le territoire de cette commune, et la réserve naturelle de Rrajcë est une aise protégée située sur le territoire de la commune.

## Personnalités liées
- Erand Hoxha, acteur, y est né en 1987.